# Temple Bar (London)

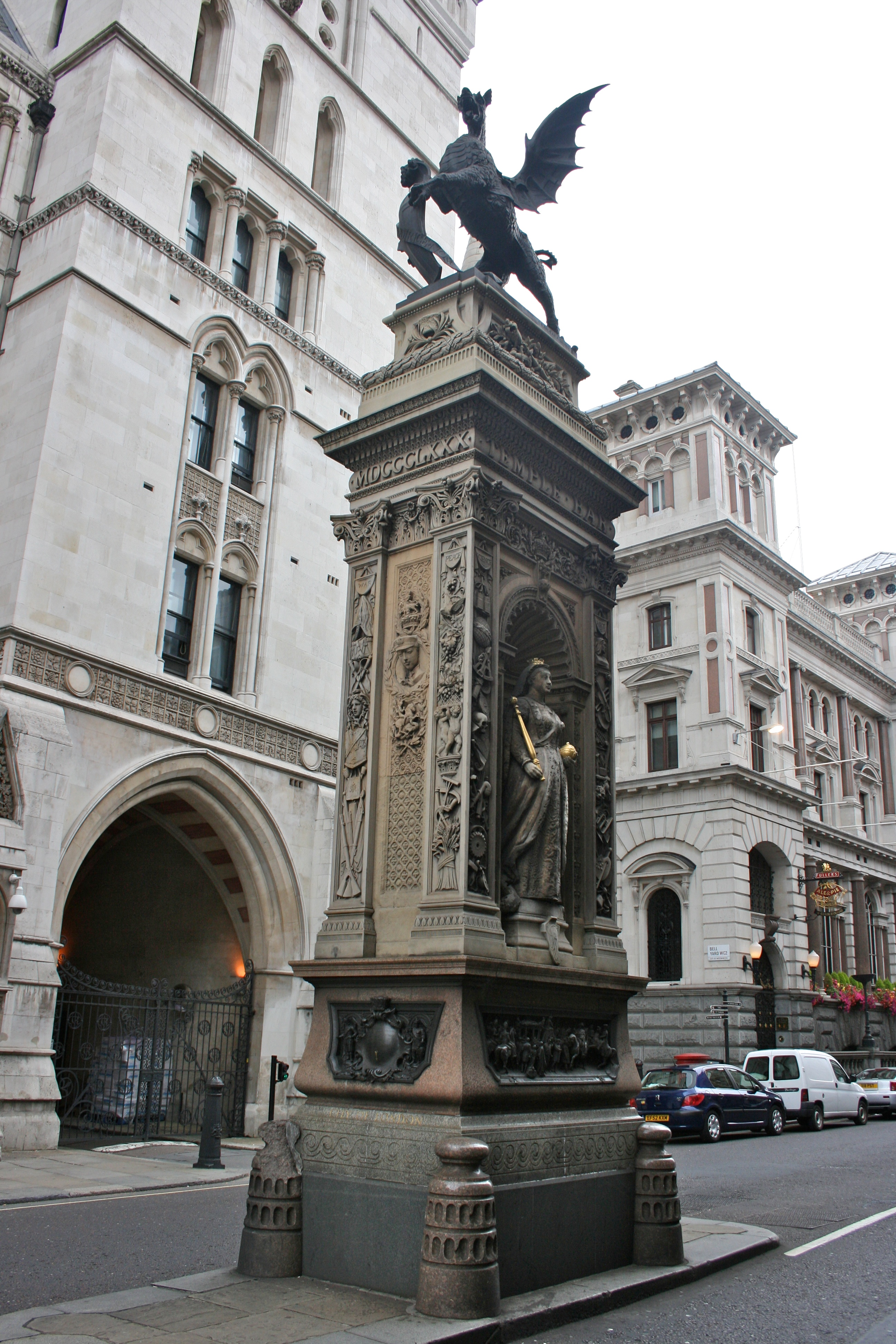
Die heutige Säule am Temple Bar. Der Greif zeigt stadtauswärts, im Hintergrund sieht man die Royal Courts of Justice

Temple Bar bezeichnet einen Grenzpunkt, der die westlichste Ausdehnung der City of London an der Straße nach Westminster markiert, wo die Fleet Street zum Strand wird. Bis 1878 wurde diese Grenze von einem steinernen Tor markiert. Seitdem steht dort eine Säule in der Straßenmitte.
Im Mittelalter reichte der Machtbereich der Corporation of London vielerorts über die der alten Stadtmauer der City hinaus. Um den Handelsverkehr zu kontrollieren, wurden überall dort, wo die Stadtgrenze nennenswert von einem alten Stadttor entfernt lag, an den Hauptstraßen Schranken errichtet. Der Temple Bar war die berühmteste dieser Schranken, da der Verkehr zwischen Englands wichtigstem Handelszentrum (London) und seinem politischen Zentrum (Westminster) dort durch strömte. Der Name stammt vom südlich gelegenen Temple, einem Bezirk, der früher dem Templerorden gehörte und heute zwei der vier Inns of Court beherbergt.
Es ist alter Brauch, dass der britische Monarch am Temple Bar anhält, bevor er die City of London betritt, sodass der Lord Mayor ihm ein perlenbesetztes Schwert als Zeichen der Loyalität überreichen kann. Diese malerische Zeremonie wurde oft in Kunst und Literatur beschrieben. Die weit verbreitete Ansicht, der Monarch bedürfe zum Betreten der City der Erlaubnis des Lord Mayor, ist allerdings falsch.
Heute wird der Temple Bar von einer Steinsäule in der Mitte der Straße markiert, die von der Statue eines Drachen (auch griffin, also „Greif“ genannt) gekrönt wird. Der Drache entstammt dem Stadtwappen der City, das von zwei Drachen eingerahmt wird.

## Das Bauwerk

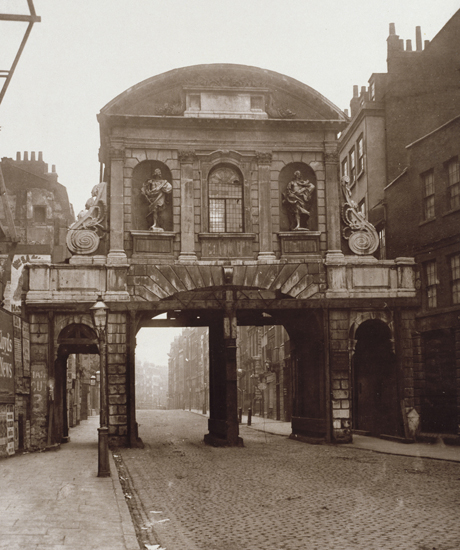
Temple Bar Gate 1878 (1672–1878)

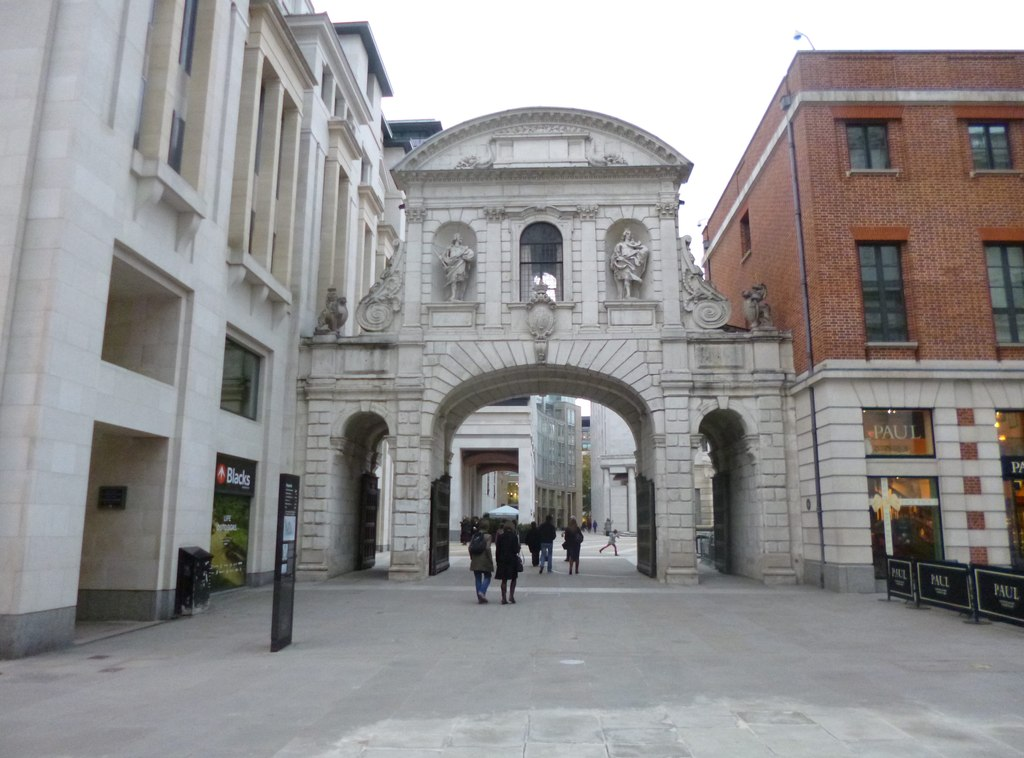
Temple Bar Gate am neuen Standort (seit 2004)

Der erste Temple Bar war wohl nicht mehr als ein Schlagbaum. Seit 1293 gab es eine Art Tor, das beim Bauernaufstand von 1381 schwer beschädigt wurde.
Im späten Mittelalter stand an der Stelle ein hölzerner Torbogen mit einem Gefängnis darüber. Nachdem dieser 1666 beim „Großen Brand von London“ schwer beschädigt worden war, wurde ein Neubau notwendig.  Karl II. beauftragte Sir Christopher Wren, der zwischen 1669 und 1672 einen Torbogen aus Portlandstein errichtete. Während des 18. Jahrhunderts wurden die abgeschlagenen Köpfe von Verrätern aufgespießt auf dem Dach des Torbaus zur Schau gestellt.
Die sieben anderen wichtigen Tore Londons (Aldgate, Aldersgate, Bishopsgate, Cripplegate, Ludgate, Moorgate und Newgate) waren alle bis 1800 abgerissen worden, aber der Temple Bar bildete weiterhin ein Hindernis für den ständig zunehmenden Verkehr. Die Corporation of London wollte die Straße verbreitern, zögerte aber, ein historisch so wichtiges Bauwerk zu zerstören. 1878 wurde Wrens Torbogen daher innerhalb von elf Tagen Stück für Stück auseinandergenommen und die 2.700 Steine sorgfältig gelagert.
1880 kaufte der Brauer Sir Henry Meux die Steine auf Drängen seiner Frau und baute den Bogen wieder auf als Tor zu seinem Haus, Theobalds Park, in Hertfordshire.
Dort stand der Bogen auf einer Waldlichtung bis 2003. 1984 hatte der Temple Bar Trust den Bau für ein Pfund vom Meux Trust gekauft.  Er wurde dann vorsichtig auseinandergenommen und auf 500 Paletten in die City of London gebracht, wo er am Eingang zum Paternoster-Square-Sanierungsgebiet nördlich der St Paul’s Cathedral sorgsam wieder aufgestellt wurde. Er wurde Ende 2004 für die Öffentlichkeit geöffnet.